# 525600min.〜seasons of love〜
「525600min.〜seasons of love〜」（ファイブハンドレッドトゥエンティファイブサウザンドシックスハンドレッドミニッツ 〜シーズンズ・オブ・ラブ〜）は、2008年11月5日にリリースした韓国人歌手・Kの、日本で11枚目のシングル。

## 収録曲
1. 525600min.〜seasons of love〜 [4:53]
（作詞・作曲：前山田健一）
  - ブロードウェイミュージカル『RENT』主題歌
2. LISTEN 〜Seasons of Love〜 [5:33]
（作詞・作曲：カミカオル、編曲：シオカワミツキ）
3. A Year A Lifetime 〜Seasons of Love〜 [3:54]
（作詞・作曲：K、編曲：シオカワミツキ）
4. 525600min.〜Seasons of Love〜 -less vocal-